# Бригем-Сіті (Юта)
Бригем-Сіті (англ. Brigham City) — місто (англ. city) в США, в окрузі Бокс-Елдер штату Юта. Населення — 19 650 осіб (2020).

## Географія
Бригем-СІті розташований за координатами 41°29′53″ пн. ш. 112°2′26″ зх. д. / 41.49806° пн. ш. 112.04056° зх. д. (41.498040, -112.040467).  За даними Бюро перепису населення США в 2010 році місто мало площу 62,62 км², з яких 61,74 км² — суходіл та 0,88 км² — водойми.

### Клімат
| Клімат : Бригем-СІті    | Клімат : Бригем-СІті | Клімат : Бригем-СІті | Клімат : Бригем-СІті | Клімат : Бригем-СІті | Клімат : Бригем-СІті | Клімат : Бригем-СІті | Клімат : Бригем-СІті | Клімат : Бригем-СІті | Клімат : Бригем-СІті | Клімат : Бригем-СІті | Клімат : Бригем-СІті | Клімат : Бригем-СІті | Клімат : Бригем-СІті |
| Показник                | Січ.                 | Лют.                 | Бер.                 | Квіт.                | Трав.                | Черв.                | Лип.                 | Серп.                | Вер.                 | Жовт.                | Лист.                | Груд.                | Рік                  |
| Середній максимум, °C   | −0,3                 | 3,1                  | 9,5                  | 14,2                 | 19,7                 | 25,4                 | 30,4                 | 29,6                 | 23,8                 | 16,1                 | 7,0                  | 0,6                  | 14,9                 |
| Середня температура, °C | −5,7                 | −3,1                 | 2,7                  | 6,8                  | 11,5                 | 16,3                 | 20,4                 | 19,7                 | 14,3                 | 7,6                  | 0,7                  | −4,8                 | 7,2                  |
| Середній мінімум, °C    | −10,3                | −8,4                 | −3,2                 | −0,1                 | 4,1                  | 8,0                  | 11,3                 | 10,6                 | 5,5                  | 0,0                  | −5                   | −9,1                 | 0,3                  |
| Норма опадів, мм        | 41                   | 37                   | 40                   | 46                   | 52                   | 27                   | 18                   | 17                   | 38                   | 46                   | 36                   | 35                   | 426                  |
| ----------------------- | -------------------- | -------------------- | -------------------- | -------------------- | -------------------- | -------------------- | -------------------- | -------------------- | -------------------- | -------------------- | -------------------- | -------------------- | -------------------- |
| Джерело: NOAA           |                      |                      |                      |                      |                      |                      |                      |                      |                      |                      |                      |                      |                      |

## Демографія
Згідно з переписом 2010 року, у місті мешкало 17 899 осіб у 5994 домогосподарствах у складі 4545 родин. Густота населення становила 286 осіб/км².  Було 6350 помешкань (101/км²).
Расовий склад населення:
| - 89,3 % — білих - 1,5 % — корінних американців - 0,6 % — азіатів - 0,5 % — чорних або афроамериканців - 0,2 % — вихідців з тихоокеанських островів - 4,9 % — осіб інших рас |

До двох чи більше рас належало 3,1 %. Частка іспаномовних становила 10,8 % від усіх жителів.
За віковим діапазоном населення розподілялося таким чином: 32,1 % — особи молодші 18 років, 55,1 % — особи у віці 18—64 років, 12,8 % — особи у віці 65 років та старші. Медіана віку мешканця становила 30,8 року. На 100 осіб жіночої статі у місті припадало 101,0 чоловіків;  на 100 жінок у віці від 18 років та старших — 96,1 чоловіків також старших 18 років.
Середній дохід на одне домашнє господарство  становив 59 058 доларів США (медіана — 50 212), а середній дохід на одну сім'ю — 66 889 доларів (медіана — 57 621). Медіана доходів становила 46 320 доларів для чоловіків та 31 410 доларів для жінок. За межею бідності перебувало 8,8 % осіб, у тому числі 8,1 % дітей у віці до 18 років та 7,2 % осіб у віці 65 років та старших.
Цивільне працевлаштоване населення становило 7720 осіб. Основні галузі зайнятості: виробництво — 20,7 %, освіта, охорона здоров'я та соціальна допомога — 19,1 %, роздрібна торгівля — 17,4 %.